# Lazare Zetzner
Lazare Zetzner (né vers 1551 - mort le 10 février 1616 à Strasbourg) est un éditeur et imprimeur humaniste strasbourgeois de la Renaissance.

## Biographie
Fils de Lazare Zetzner et Rachel Buchler mariés vers 1545, il naît le 3 mai 1551 et se marie à Catharina Heber 14 avril 1578 dont il aura neuf enfants[réf. souhaitée].
Il est éditeur et imprimeur (on disait bibliopole) à Strasbourg de 1582 à sa mort, le 10 février 1616. Il publie, souvent en collaboration avec l'université de Strasbourg, des ouvrages d'histoire, de droit, de philosophie et de médecine, d'auteurs antiques aussi bien que d'humanistes contemporains. On lui doit notamment un important recueil des œuvres philosophiques de Raymond Lulle les Raymundi Lullii Opera (1598) (qui ne contient pas les traités alchimiques pseudo-lulliens).
Il publie également une réédition des œuvres complètes de Paracelse, ainsi que divers traités alchimiques paracelsiens (sachant que si Paracelse lui-même rejetait la transmutation des métaux, ne s'intéressant qu'à l'aspect médical de l'alchimie, ses disciples de la seconde moitié du XVIe eurent tôt fait de le réintégrer dans les adeptes de la recherche du Grand Œuvre). Dans le cadre d'une stratégie éditoriale qui ne craignait pas les contradictions, lui faisant publier à la fois Paracelse et des traités de médecine galénique à laquelle ce dernier s'opposait, il publie en 1603 (juste un an après le Theatrum Chemicum), le violent pamphlet contre l'alchimie transmutatoire  du médecin lorrain Nicolas Guibert. Il est également, avec ses héritiers, l'imprimeur de Johann Valentin Andreae, le principal instigateur de l'affaire des Rose-Croix, en notamment des Noces Chymiques de Christian Rosenkreutz, parues anonymement en 1616.
Zetzner, comme il l'avait fait avec la philosophie et l'« Art » lullien, contribue à propager le paracelsisme en Europe, en le plaçant ainsi le dans une « vaste, solide et antique tradition alchimique » : « ces deux mouvements, en dépit de leurs différences, poursuivaient un même idéal : la réalisation d'une science universelle qui devait garantir le progrès du savoir tout en servant de religion à la communauté fraternelle des hommes »